# Râul Glavaciocul Mic
Râul Glavaciocul Mic este un râu din România, afluent al râului Glavacioc. 

## Hărți
- Harta Județul Argeș